# Huntington (Virgínia Ocidental)
Huntington é uma cidade localizada no estado norte-americano da Virgínia Ocidental, nos condados de Cabell e Wayne.

## Geografia
De acordo com o United States Census Bureau, a cidade tem uma área de 47,8 km², onde 42 km² estão cobertos por terra e 5,8 km² por água.

### Localidades na vizinhança
O diagrama seguinte representa as localidades num raio de 12 km ao redor de Huntington.

## Demografia
Segundo o censo nacional de 2010, a sua população é de 49 138 habitantes e sua densidade populacional é de 1 169,68 hab/km². É a segunda cidade mais populosa da Virgínia Ocidental. Possui 25 146 residências, que resulta em uma densidade de 598,58 residências/km².